# کیوامانگ (نیومکزیکو)
کیوامانگ (به انگلیسی: Cuyamungue) یک منطقهٔ مسکونی در ایالات متحده آمریکا است که در شهرستان سنتافه، نیومکزیکو واقع شده‌است. کیوامانگ ۴۷۹ نفر جمعیت دارد و ۱٬۸۲۸ متر بالاتر از سطح دریا واقع شده‌است.